# Вінно фон Рорбах
Ві́нно фон Ро́рбах (нім. Vinno/Wenno von Rohrbach; ?—1209) — перший магістр Ордену мечоносців (1204—1209). Представник німецького шляхетського роду. Походив із Наумбурга, з території Падеборнського архієпископста, Священна Римська імперія. Після обрання магістром мешкав у Ризі, при соборі святого Юргена, збудованому в 1204—1205 роках. Започаткував будівництво орденських замків у Вендені, Зігульді, Орге. Загинув у сварці від руки лицаря Генріха Вікберта, який зарубав його сокирою. Причина сварки і мотиви убивства невідомі. Ймовірно конфлікт мав політичне тло, оскільки Вікберт сподівався отримати захист від ризького єпископа Альберта. Убивцю стратили на колесі за вироком єпископського трибуналу. Наступником і останнім магістром Ордену став Фольквін. Також — Венно (Wenno), Віно (Wyno), Вінне (Wynne). Точне прізвище невідоме; прізвище «фон Рорбах» — апокрифичне, вигадене у пізніших хроніках.